# 竹岡圭
竹岡 圭（たけおか けい）は、日本のモータージャーナリスト・タレント。日本自動車ジャーナリスト協会副会長。所属事務所はプロダクション人力舎。

## 略歴
東京都出身。12歳の時にモデルプロダクションに所属しモデルとして活動するが、学業を優先するためプロダクションを辞める。
高校卒業後は一般企業に就職するが、1991年にモータージャーナリストの日下部保雄が設立した有限会社プロスペック社に入社。レーシングマネージャーやイベントの企画運営、会社の経理など様々な業務を担当しながらモータージャーナリスト・タレントとしての活動を開始。
1996年に独立しフリーのモータージャーナリスト・タレントとなる。
2006年にオフィスエストに所属し、2013年10月よりプロダクション人力舎に所属。
『モーターマガジン』『カーアンドドライバー』『グーワールド』などの雑誌や新聞、ウェブサイト等での執筆のほか、テレビやラジオへの出演など多方面で活動している。
2021年夏よりYouTubeチャンネル「圭Tube☆竹岡圭のカートークバラエティ☆」を本格始動。
所有する自動車は、「BMW・MINI」「フォルクスワーゲン・シロッコR」「ホンダ・ビート」「ルノー・メガーヌRS」「いすゞ・フォワード」。

## モータースポーツ

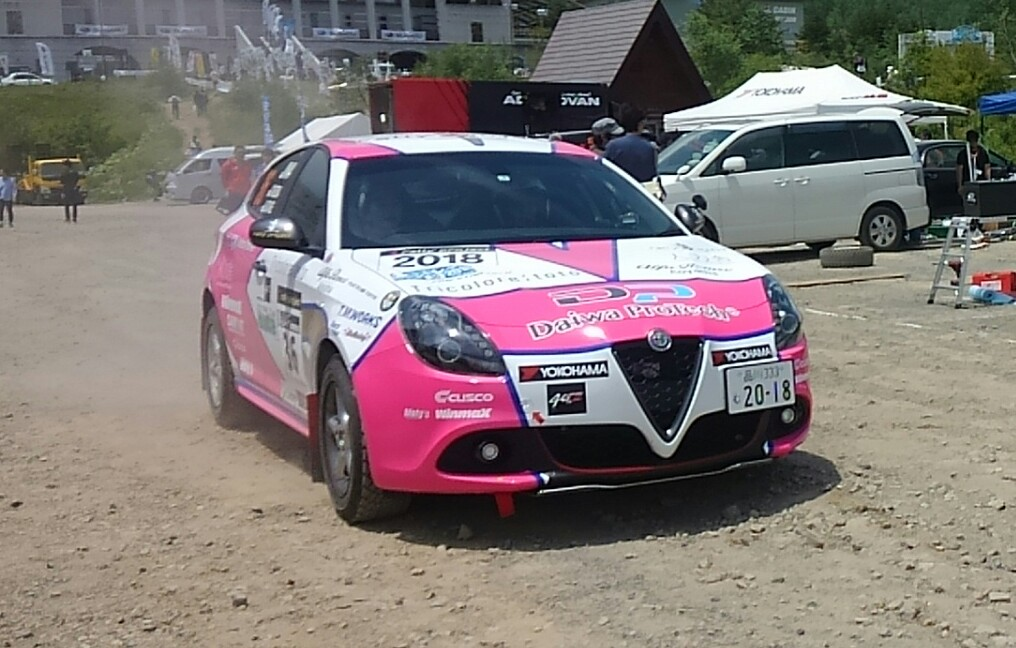
全日本ラリーに参戦する竹岡のジュリエッタ

ジムカーナ、ダートトライアル、スプリントレース、耐久レース、ラリーレイド、ラリーなど数々のレースに参戦。
本格的なラリーへの参戦を目的に2016年にレーシングチーム「圭rally project」を自ら立ち上げ、全日本ラリー選手権のJN5クラスに参戦。マシンはアバルト500ラリーR3T、コ・ドライバーは漆戸あゆみと佐竹尚子。デビュー戦のツール・ド・九州でクラス3位に入賞。2018年はマシンをアルファロメオ・ジュリエッタに切り替え、JN4クラスに参戦。2019年からはマシンをフォルクスワーゲン・ポロGTIに切り替え、JN2クラスに参戦。コ・ドライバーは山田政樹。2024年からは三菱トライトンでXCクラスに参戦。

## 肩書
- 日本自動車ジャーナリスト協会（A.J.A.J.）副会長
- 日本カー・オブ・ザ・イヤー選考委員
- 国土交通省「社会資本整備審議会　道路分科会　有料道路部会」「交通政策審議会陸上交通分科会自動車部会」委員
- 経済産業省「総合資源エネルギー調査会」委員を始め、各委員会の委員を兼任
- 各都道府県や、高速道路会社、JAF等の委員を兼任
- 自動車技術会 正会員
- 国際交通安全学会（IATSS）委員
- 関東工業自動車大学校特別講師
- チャイルドシート指導員
- 福祉車輛取扱士スペシャリスト
- 自動車競技国際Cライセンス所持（サーキットレースからラリー、ラリーレイドまでドライバーとして参加）
- くるまマイスター検定応援団

## 書籍
- ドラテク進化論－日下部保雄のロール・プレイング・ドラテク講座（1996年、ニューズ出版）- 日下部保雄との共著
- 竹岡圭の突破力 ピンチをチャンスに!（2019年、マガジンボックス）

## 出演

### テレビ
- おぎやはぎの愛車遍歴 NO CAR, NO LIFE!（2011年6月 - 2022年3月、BS日テレ）
- ON & OFF #30「女性自動車評論家 竹岡圭×ドライブ旅」（2017年2月17日、BS日テレ）
- なかなか日本!〜高速道路女子旅〜（2018年7月 - 2020年3月、テレビ神奈川）
- なかなか日本!〜高速道路DRIVE1バン旅〜（2020年4月 - 、テレビ神奈川）
- テリー土屋のくるまの話（2023年4月 - 、東京MX）

### ラジオ
- Car Life Up To You（2014年4月 - 、JFN）